# Талас (река)
Тала́с (Таласс; кирг. Талас, каз. Талас) — река, протекающая по территории Кыргызстана и Казахстана. Длина реки — 661 км, площадь водосборного бассейна — 52 700 км².

## Описание
Питание реки ледниково-снеговое. Образуется от слияния рек Каракол и Уч-Кошой, берущих начало в ледниках Таласского Ала-Тоо Кыргызстана. На своём пути река Талас принимает много притоков, из которых наиболее полноводные: Урмарал, Кара-Буура, Кумуштак, Калба, Беш-Таш. В нижнем течении река теряется в песках Мойынкум.
На левом берегу реки расположен административный центр Таласской области Кыргызстана Талас, а ниже по течению — административный центр Жамбылской области Казахстана Тараз.
На реке находятся гидроузлы Таласский, Темирбекский, Жиембетский и Уюкский. Также на реке расположено Кировское водохранилище. Половодье происходит с конца апреля по начало сентября. Средний расход воды в верховьях, (555 км от устья) 15,7 м³/с, выше г. Тараза (444 км от устья) 27,4 м³/с.
Имеется левый приток — река Асы.

## Исторические сведения

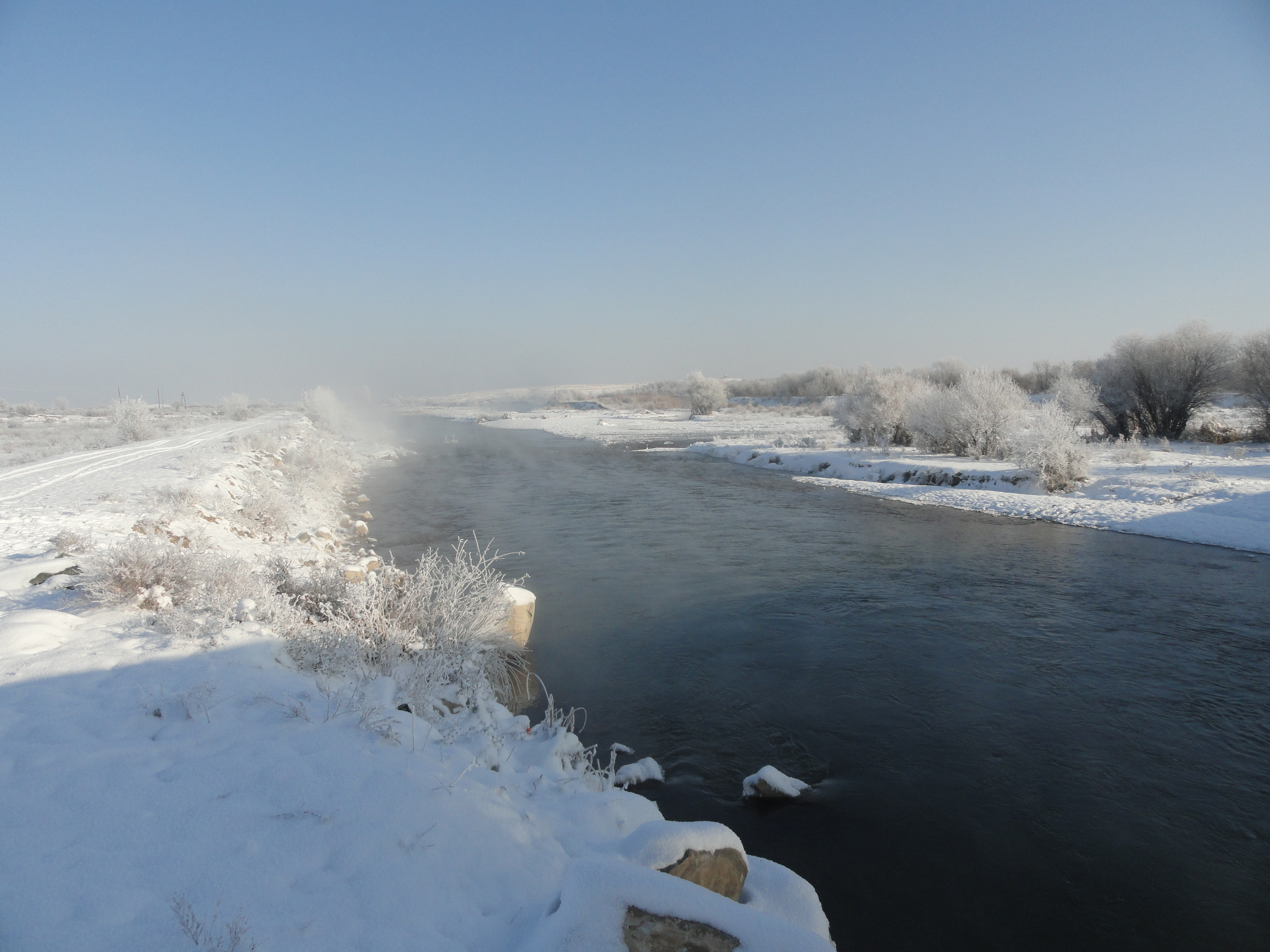
Талас зимой, 2010

В 36 г. до н. э. в Таласской долине под стенами крепости Чжичжичэн произошло сражение между войсками хунну под предводительством Чжичжи-шаньюя и войсками ханьского Китая. Сражение закончилось взятием крепости и гибелью Чжичжи-шаньюя.
В 400 годах возле этой реки на территориях современного казахского города Тараз, был город под названием «Толоса». Он упомянут китайским монахом Сюаньцзан. Толоса при переводе с тохарского означает «Обитель азов» (Азы-тюркское племя). Оттуда и пришло название реки.
В 751 году вблизи современного Тараза состоялась Таласская битва, в которой конница Аббасидского халифата, силы тюргешей и карлуков наголову разбили армию Танского Китая. Решающую роль в сражении сыграл внезапный удар карлукских всадников в тыл китайцам. В итоге этой исторической победы над китайцами, арабы, одержавшие победу исключительно благодаря вмешательству карлуков, приостановили свою экспансию в земли тюрков, хотя и дали толчок распространению там ислама в течение последующих веков, карлуки образовали Карлукское ханство, а уйгуры — восстановили самостоятельность в Восточном Туркестане. И китайская экспансия в этом регионе более не возобновлялась вплоть до XVIII века.
В долине Таласа расположены археологические памятники V—XII веков с древнетюркскими надписями.
В 1269 году в долине Таласа собрался курултай монгольских царевичей, на котором были определены границы их земель.
На правом берегу реки стоит Атасуская крепость XVIII века.